# エゾシオガマ
エゾシオガマ（蝦夷塩釜、Pedicularis yezoensis ）は、シオガマギク属の多年草。高山植物。

## 特徴
茎は根ぎわで分枝し、直立して高さは20-50cmになる。葉は1-2cmの柄をもって茎に互生し、形は三角状披針形。葉の先端は尖り、基部は切形、縁は重鋸歯で葉の両面は無毛か、ときに毛がある。葉身の長さ2-6cm、幅0.5-2cm。
花期は8-9月で、黄白色の唇形の横向きにねじれた花が、葉腋の下段から上段に咲いていく。

## 分布と生育環境
本州の中部地方以北、北海道に分布し、高山の草地に自生する。

## ギャラリー

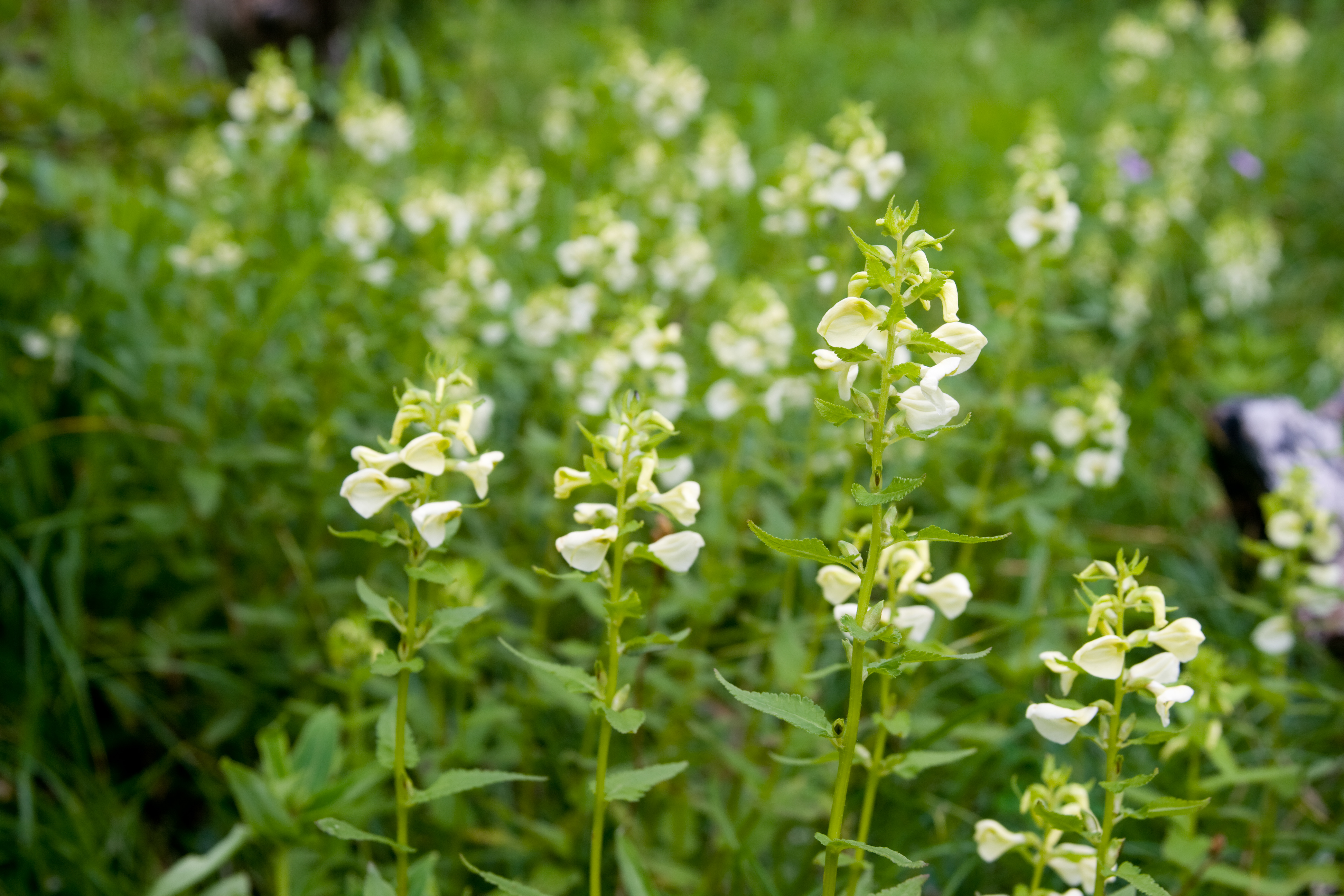
エゾシオガマ （空木平・2009年8月）
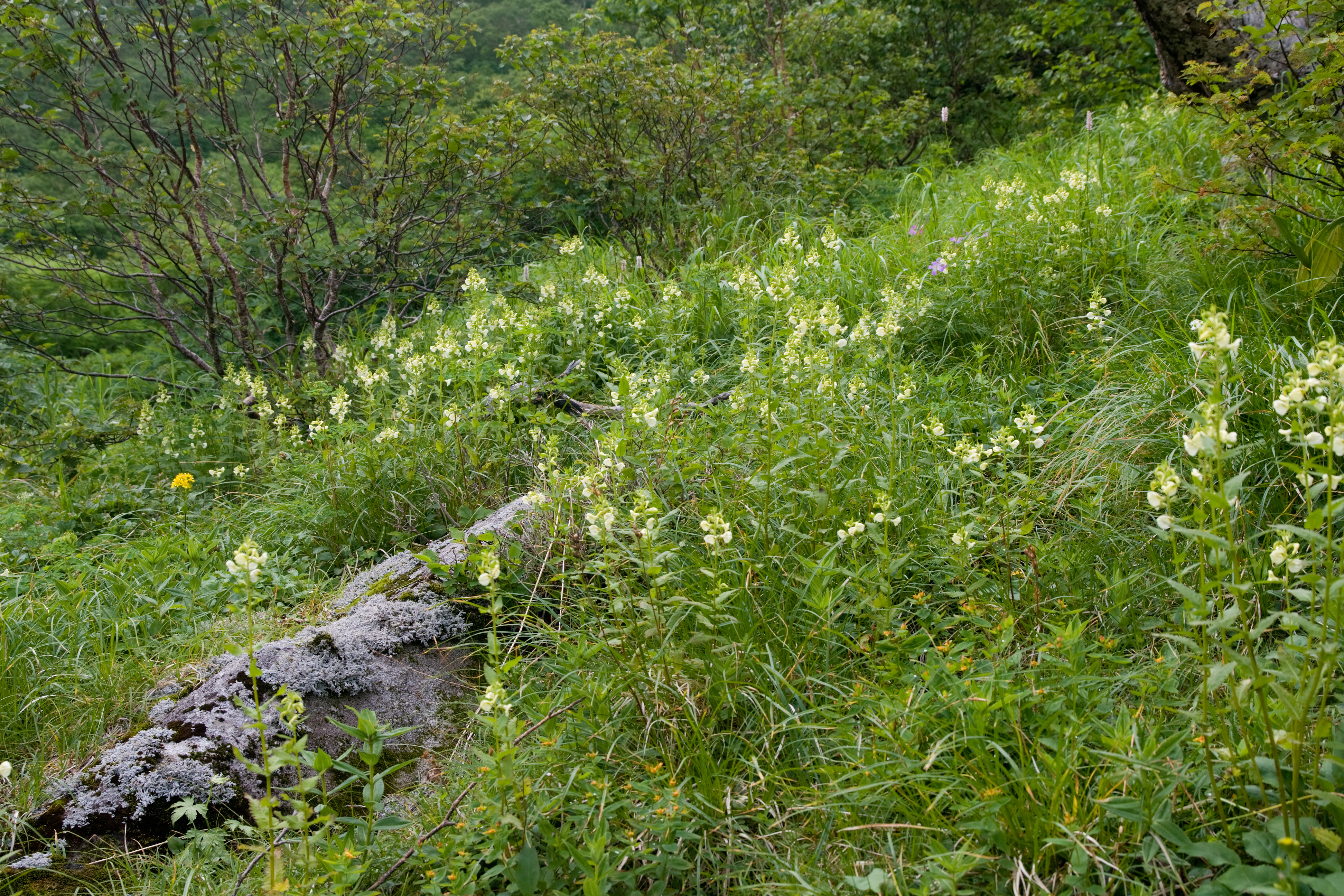
エゾシオガマの群落 （空木平・2009年8月）
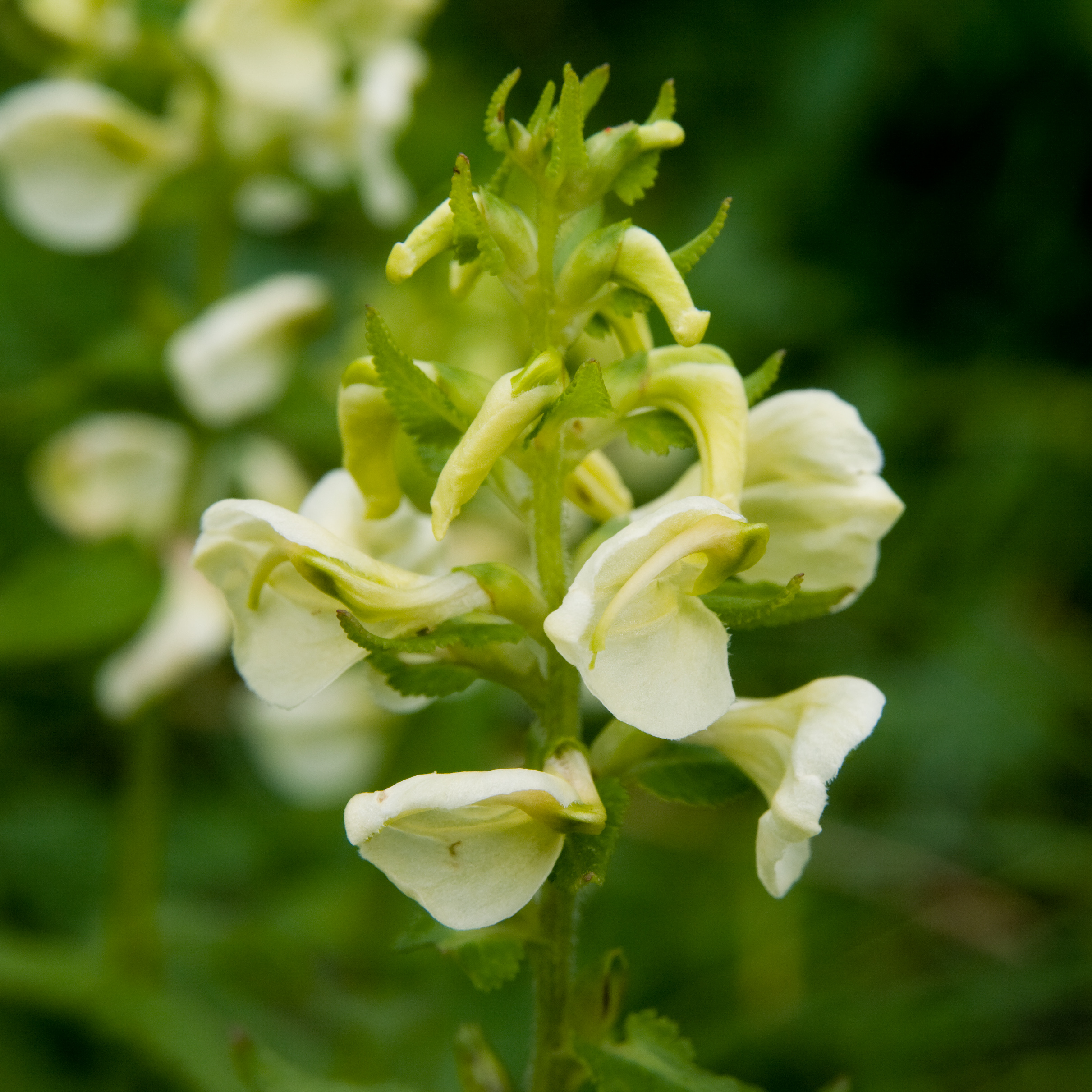
エゾシオガマの花 （空木平・2009年8月）